# Kostel svatého Jiljí (Hořovice)
Kostel svatého Jiljí v Hořovicích pochází z první poloviny 13. století a byl písemně doložen k roku 1321, ale gotické jádro kostela pochází pravděpodobně až ze třetí čtvrtiny 14. století. Prošel složitým stavebním vývojem, roku 1687 byl přestavěn a upraven raně barokně, v letech 1747–1749 získal pozdně barokní členění, později prvky rokoka. Kostel je významný jak z hlediska stavebně historického, tak i kulturněhistorického, a proto byl zařazen na Seznam kulturních památek v okrese Beroun. Předmětem ochrany je i hřbitovní kaple (márnice) a pozemky kolem kostela. Farní kostel je součástí Římskokatolické farnosti Hořovice.

## Historie

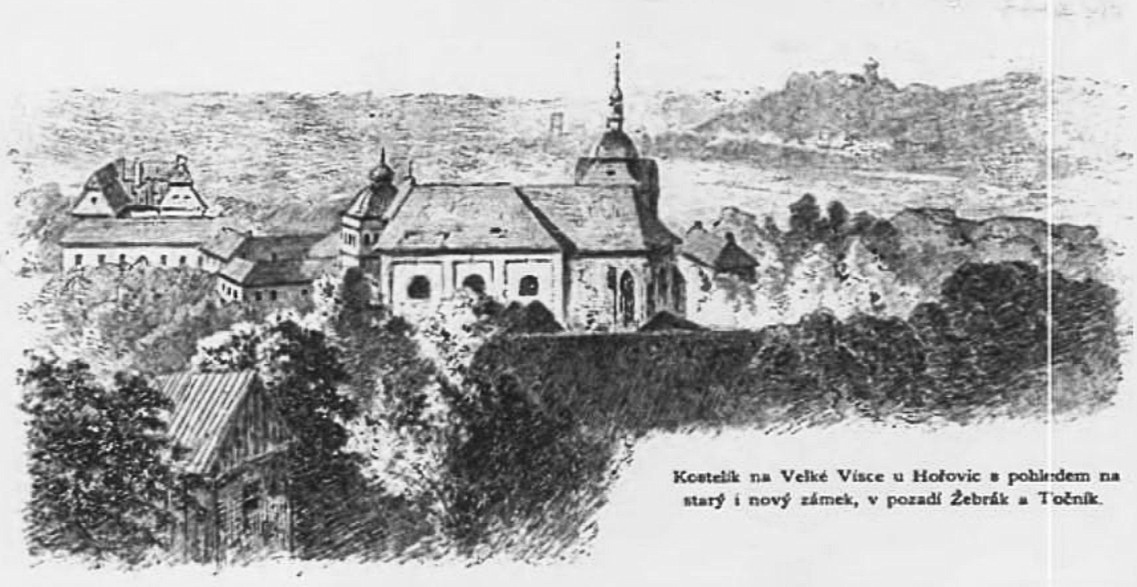
Kostel svatého Jiljí

K založení kostela (nejspíše dřevěného) a fary došlo, když se Plichta ze Žerotína s bratry Jarkem a Habartem ujali Hořovic. Škola bývala při kostele hned za farou na původně pohanském posvátném pahorku uprostřed bývalé obce Velká Víska, která byla v místě první osadou a později se stala součástí Hořovic. Kostel byl zasvěcen francouzskému křesťanskému poustevníkovi svatému Jiljí. V období gotiky byla vyzděna prostá chrámová loď bez kleneb a pilířů. Z původního gotického kostela se zachovala spodní část věže, sedlový portál do sakristie a lomená pozdně gotická okna. Po vestavění kruchty v roce 1583 se vnitřní prostor kostela proměnil na trojlodí. V letech 1624 a 1639 kostel vyhořel. Před rokem 1651 se díky Jiřímu Adamovi z Martinic stal kostelem děkanským. V roce 1687, po smrti Bernarda Ignáce Jana z Martinic, byla dokončena jeho barokní přestavba. Márnice (hřbitovní kaple hřbitova zrušeného roku 1784) stojící východně za presbytářem kostela, byla postavena v témž stavebním období jako kostel nebo při martinické barokní opravě kostela v letech 1674–1687. Má detailně propracovaný barokní štít.

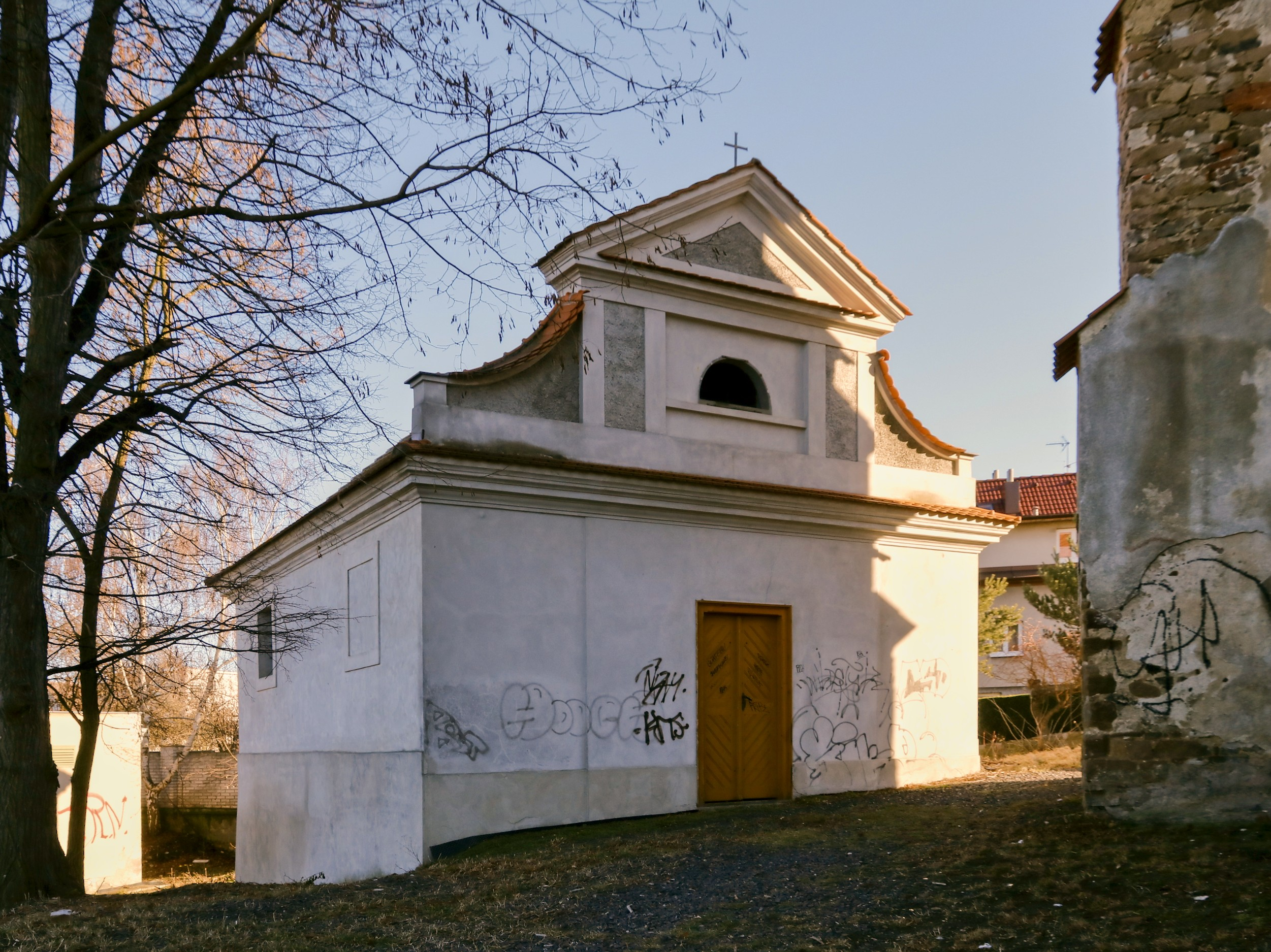
Hřbitovní kaple

V době, kdy vlastnil Hořovice hrabě Eugen Václav Bruntálský z Vrbna, proběhla kolem let 1736 a 1747–1749 rokoková přestavba, při které kostel získal typickou rokokovou báň, podobnou, jako měl nedaleký Nový zámek. Rokokovou výzdobu dostal i nový interiér kostela.

## Popis

### Exteriér
Kostel svatého Jiljí je dominantou jihovýchodní části města na Víseckém náměstí. Je obklopen parčíkem se vzrostlými stromy. Lípy kolem kostela byly darem aktuára Janovského a byly sázeny 12. listopadu 1857. Ke kostelu od severu stoupají kamenné schody a na západní straně od nich je stará dlážděná cesta ohrazená litinovým zábradlím. V blízkosti kostela svatého Jiljí stojí socha svatého Rocha, uctívaného jako patrona proti moru. Hodnotná vrcholně barokní skulptura pochází pravděpodobně z dílny Matyáše Bernarda Brauna, který v té době pracoval na sochařské výzdobě dvora a zahrady Nového zámku. Jedná se o chráněnou kulturní památku.
Kostel svatého Jiljí tvoří obdélné halové trojlodí s užším polygonálně zakončeným presbytářem s kružbami a se severní sakristií. Po severní straně lodi přiléhá věž a předsíňka. Částečně gotická věž je ukončena barokní bání, předsíňka je ukončena barokním štítem a na střeše je sanktusová věžička. V ose průčelí se nachází portál.
Průčelí lodi jsou členěna hladkými lizénami, půlkruhovými okny a profilovanou římsou. Zdivo presbytáře zesilují jednoduše odstupňované opěrné pilíře, mezi kterými se nacházejí lomená okna s jednoduchým ostěním a kružbami. Střechy lodi i presbytáře jsou sedlové s valbami na východní straně.

### Interiér

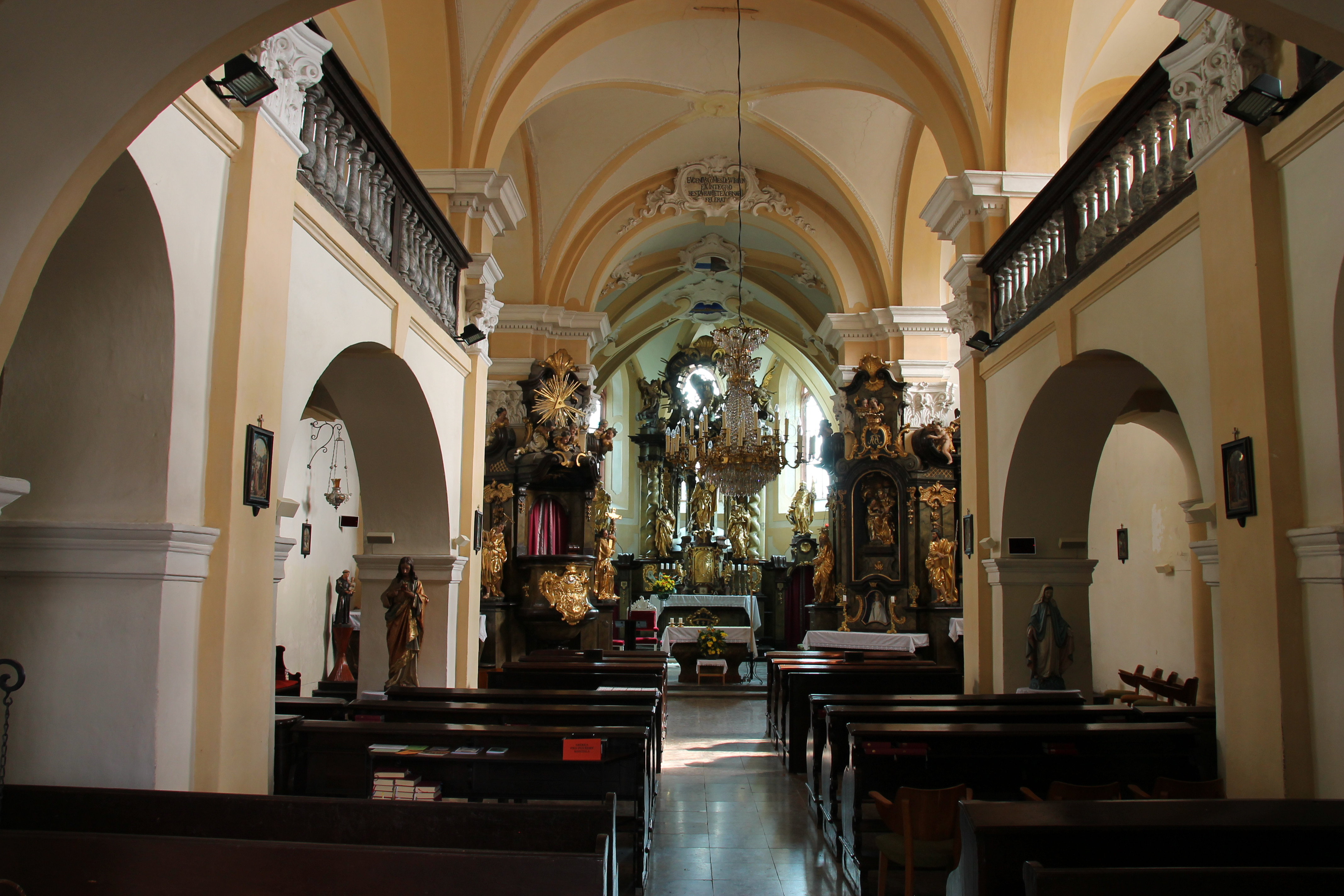
Interiér

Hlavní oltář kostela svatého Jiljí je sloupový s plastickým baldachýnovým nástavcem a sochou svatého Jiljí uprostřed. Boční barokní oltář svatého Kříže pochází stejně jako hlavní oltář z 2. čtvrtiny 18. stol. Další dva oltáře, oltář svatého Jana Nepomuckého a oltář Bolestné matky Boží, jsou z poloviny 18. století. Na severní stěně presbytáře je reliéf Immaculaty a oltář svaté Anny; relikviář ve výklenku jižní stěny lodě je z komárovské litiny. Do roku 1783 kostel sloužil jako rodinná hrobka. Uvnitř se původně nacházelo patnáct náhrobních desek pánů z Říčan a jejich přátel. Většina z nich, pocházejících z 16. a 17. století, byla přesunuta do márnice, deska zámožné měšťanky Reginy Mydlářky je umístěna ve venkovní části jižní zdi.
Z původních pěti zvonů zbyl pouze jeden, datovaný 1571, ostatní byly za války zabaveny. Dva nové zvony, zasvěcené Panně Marii a svatému Jiljí, byly posvěceny kardinálem Miloslavem Vlkem dne 3. února 2002.
Varhany pocházejí z roku 1896 a jejich zhotovitelem byl pražský varhaník Petr Emanuel Štěpán (1853–1930).

## Galerie

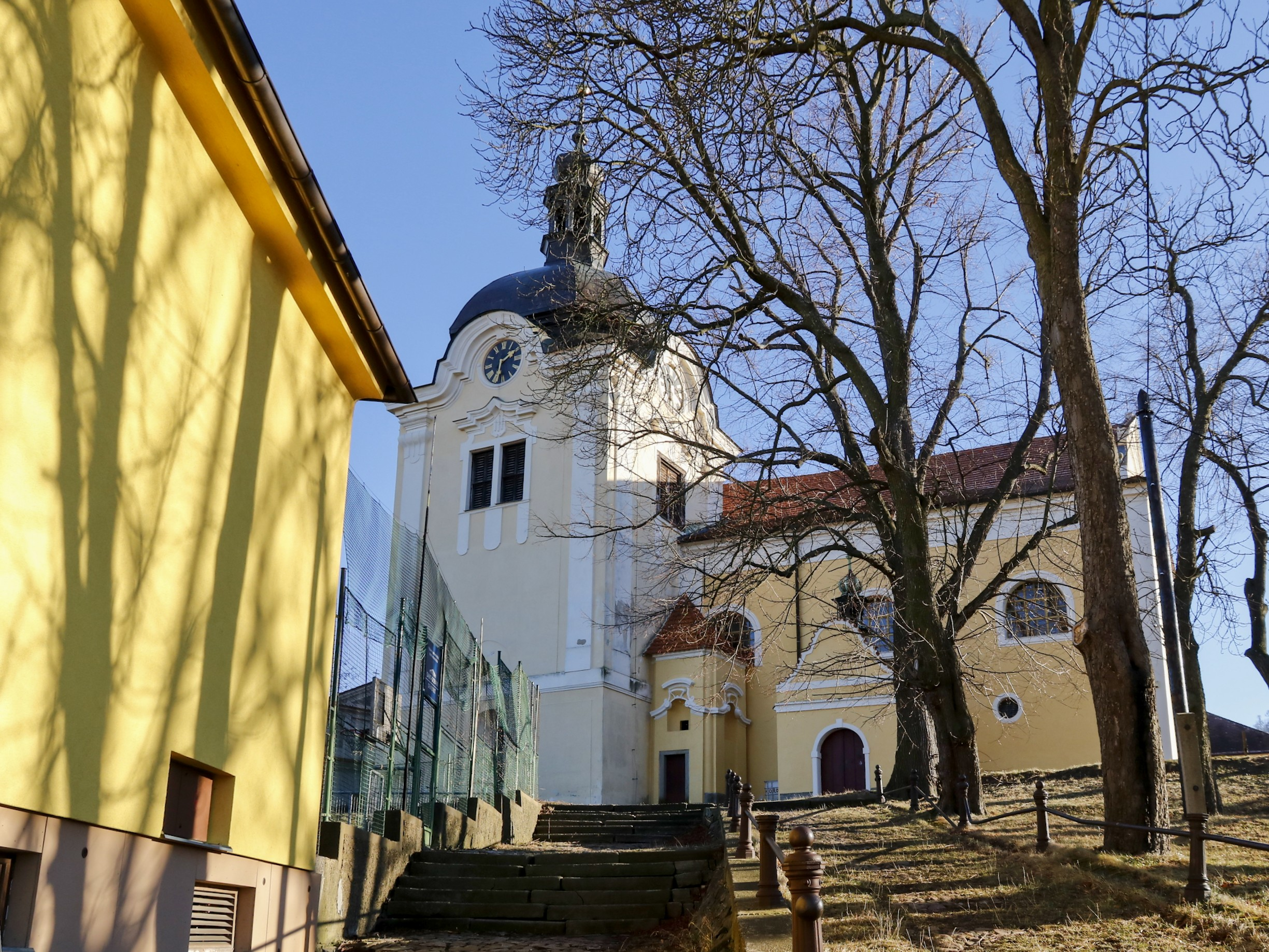
Kostel od severu se schody a zábradlím
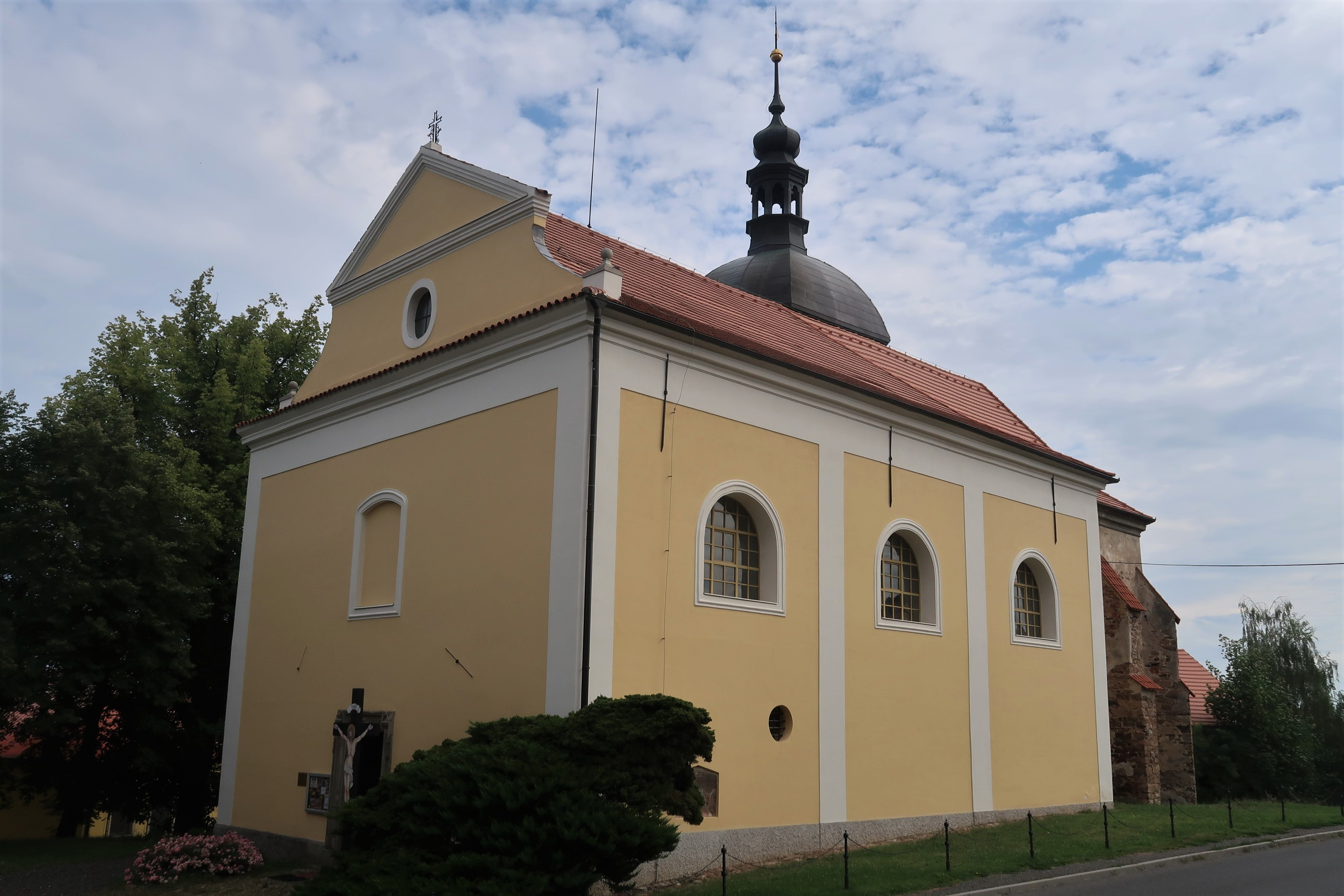
Jihozápadní pohled na kostel
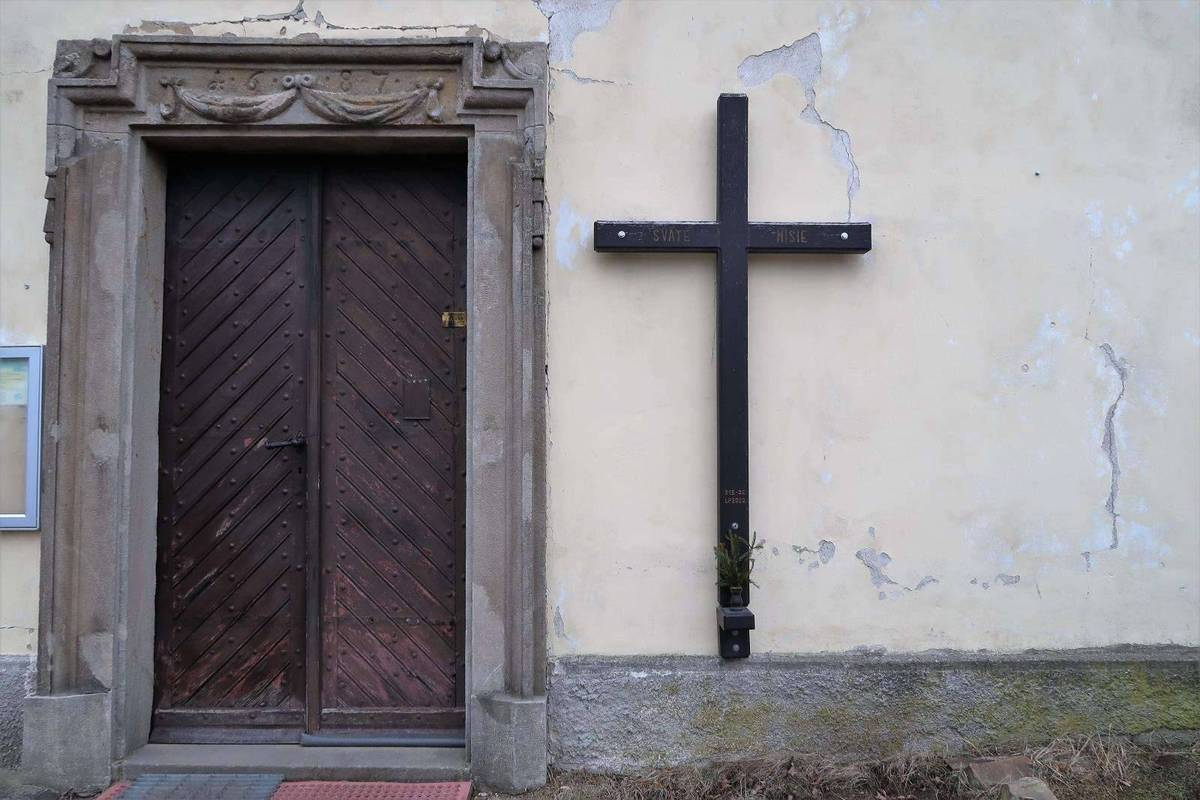
Kříž u zdi kostela
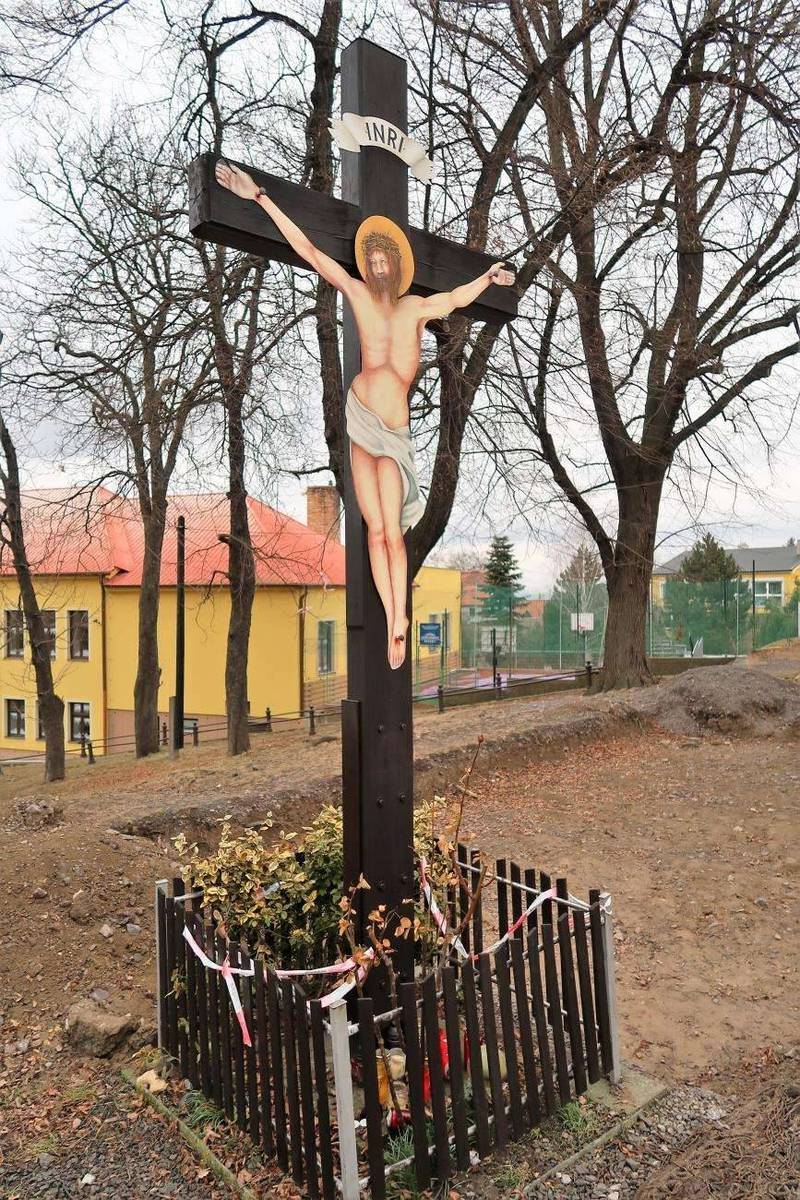
Kříž poblíž kostela
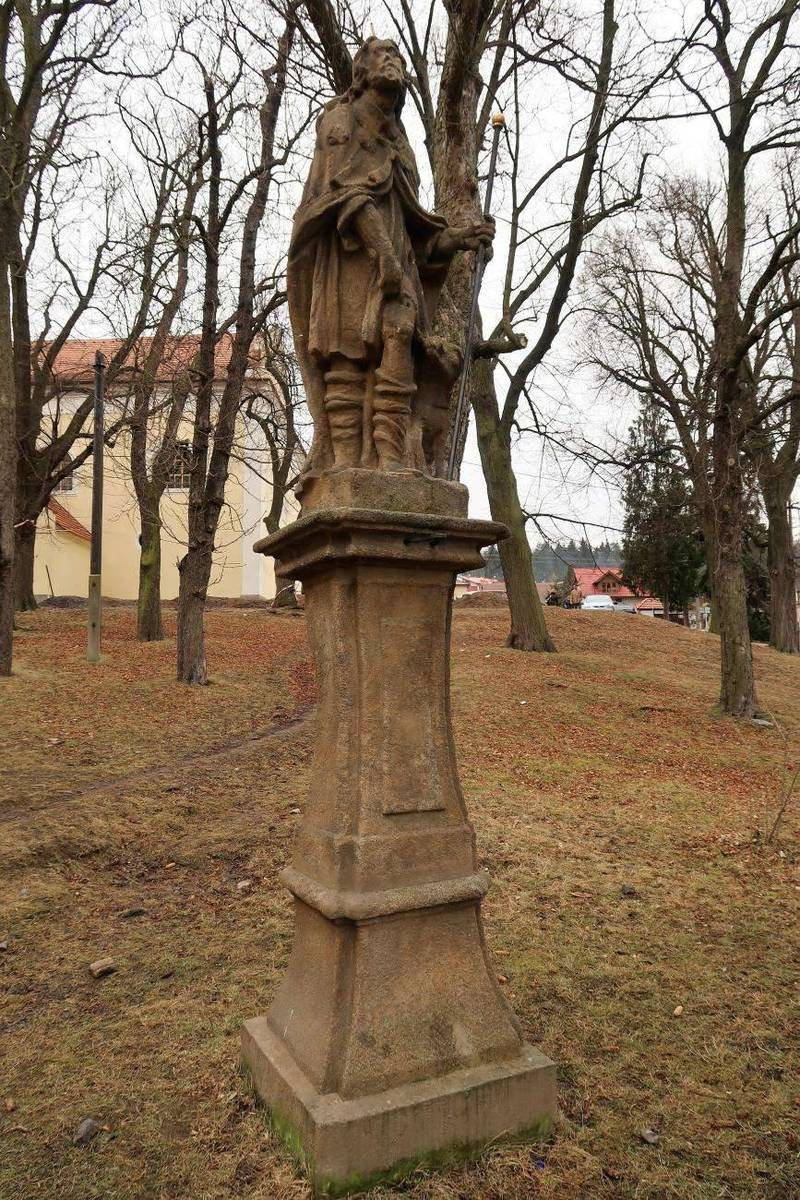
Socha svatého Rocha